# BETASOM
База підводних човнів у Бордо або BETASOM (італ. Bordeaux Sommergibili) — бункерний комплекс, військово-морська база підводних човнів Королівського флоту Італії часів Другої світової війни, розташований у французькому порту Бордо. З цієї бази італійські підводні човни виходили в бойові походи в Атлантичний океан з 1940 по 1943 роки в рамках кампанії підводного флоту країн Осі проти союзників.
База в Бордо містила близько тридцяти підводних човнів італійського Королівського флоту з осені 1940 року до 8 вересня 1943 року, коли набуло чинності перемир'я в Кассіблі; вона також була однією з п'яти баз, що приймали підводні човни Крігсмаріне серед тих, що були розташовані у Франції.

## Історія
Військово-морське співробітництво країн Осі почалося після підписання Сталевого пакту в червні 1939 року із зустрічей у Фрідріхсгафені та угоди про обмін технічною інформацією. Після вступу Італії у війну та поразки Франції літом 1940 року італійський королівський флот створив базу підводних човнів у Бордо, який знаходився в німецькій окупаційній зоні. Для патрулювання підводних сил італійцям був виділений сектор Атлантики на південь від Лісабона.
Адмірал Анджело Парона командував підводними човнами в BETASOM під оперативним контролем контрадмірала Карла Деніца, який був «командувачем підводних сил» Крігсмаріне (нім. Befehlshaber der U-Boote).
Офіційно база BETASOM була відкрита 30 серпня 1940 року з прибуттям адмірала Анджело Парони. Німці передали італійцям два пасажирські судна: 18 435-тонний французький лайнер «Адмірал де Грасс» і, в жовтні, 7 775-тонний німецький пароплав «Усарамо». На «Адміралі де Грасс», окрім радіостанції, розміщувався лазарет. Бетонна будівля морської бази була переобладнана під житлові приміщення, а інші будівлі використовувалися під офіси та склади.
На BETASOM було призначено 35 офіцерів, у тому числі три армійські офіцери для підрозділів батальйону «Сан-Марко» і 426 військовослужбовців з корпусу забезпечення Королівських ВМС. Загалом чисельність військового і цивільного персоналу, призначеного для обслуговування бази, становила близько 800 осіб, включаючи кулеметну роту батальйону «Сан-Марко» у складі 225 осіб, призначену для внутрішньої охорони бази, тоді як за зовнішню охорону відповідали німці. Крім того, німці встановили шість батарей 88-мм зенітних гармат і 45 20-мм зенітних автоматів, а також забезпечили протиповітряну оборону і військово-морський ескорт уздовж Жиронди і в Біскайській затоці.
Після перемир'я в Кассіблі базу захопили німці. Частина італійського персоналу перейшла на бік німців під прапори Італійської соціальної республіки. Останні два підводні човни залишили Бордо в серпні 1944 року, за три дні до того, як союзники зайняли базу 25 серпня. Останній німецький військово-морський персонал спробував прорватися до Німеччини, але 11 вересня 1944 року був перехоплений американськими військами.

## Список підводних човнів, що діяли з BETASOM
У 1940 році всі 28 італійських підводних човнів, які мали базуватися в BETASOM, спочатку повинні були відплисти з баз у Середземному морі та пройти через Гібралтарську протоку, щоб досягти Атлантичного океану. Усі двадцять вісім зробили це успішно без інцидентів.
| Назва                     | Дата прибуття     | Досягнення                                          | Доля/Прим. |
| ------------------------- | ----------------- | --------------------------------------------------- | --- |
| «Алессандро Маласпіна»    | 4 вересня 1940    | 6 бойових походів 3 судна потоплено (16 384 GRT)    | у вересні 1941 року зник безвісти |
| «Агостіно Барбаріго»      | 8 вересня 1940    | 11 бойових походів 7 суден потоплено (39 300 GRT)   | 19 червня 1943 року потоплений американською авіацією в Біскайській затоці |
| «Енріко Дандоло»          | 10 вересня 1940   | 6 бойових походів 2 судна потоплено (6 554 GRT)     | у червні-липні 1941 року повернувся до Середземного моря |
| «Гульєльмо Марконі»       | 29 вересня 1940   | 6 бойових походів 7 суден потоплено (19 887 GRT)    | після 28 жовтня 1941 року зниклий безвісти у Північній Атлантиці |
| «Джузеппе Фінці»          | 29 вересня 1940   | 10 бойових походів 5 суден потоплено (30 760 GRT)   | перетворений на транспортний підводний човен; після капітуляції Італії захоплений німцями; перейменований на UIT-21 на німецькій службі |
| «Альпіно Баньоліні»       | 30 вересня 1940   | 11 бойових походів 2 судна потоплено (6 926 GRT)    | перетворений на транспортний підводний човен; після капітуляції Італії захоплений німцями; перейменований на UIT-22; 11 березня 1944 року затоплений поблизу мису Доброї Надії британською ескадрильєю летючих човнів PBY «Каталіна»                                                                 |
| «Анжело Емо»              | 3 жовтня 1940     | 6 бойових походів 2 судна потоплено (10 958 GRT)    | у серпні 1941 року повернувся до Середземного моря; 7 листопада 1942 року потоплений протичовновим траулером HMS Lord Nuffield на початковій фазі операції «Смолоскип» |
| «Капітано Тарантіні»      | 5 жовтня 1940     | 2 бойових походи жодного судна не потоплено         | 15 грудня 1940 року потоплений британським ПЧ «Тандерболт» в естуарії Жиронди |
| «Луїджі Тореллі»          | 5 жовтня 1940     | 12 бойових походів 7 суден потоплено (42 71 GRT)    | перетворений на транспортний підводний човен; після капітуляції Італії захоплений німцями; перейменований на UIT-25; у травні 1945 року перейшов до Імперського флоту Японії як I-504. Після війни захоплений американськими ВМС. 16 квітня 1946 року затоплений у протоці Кії                       |
| «Команданте Фаа ді Бруно» | 5 жовтня 1940     | 2 бойових походи жодного судна не потоплено         | 8 листопада 1940 року потоплений есмінцями «Оттава» та «Гарвестер» при спробі атакувати конвой HX 84 |
| «Отаріа»                  | 6 жовтня 1940     | 8 бойових походів 1 судно потоплено (4 662 GRT)     | у вересні 1941 року повернувся до Середземного моря |
| «Маджоре Баракка»         | 6 жовтня 1940     | 6 бойових походів 3 судна потоплено (8 989 GRT)     | 8 вересня 1941 року знищений британським ескортним міноносцем «Крум» |
| «Реджинальдо Джуліані»    | 6 жовтня 1940     | 3 бойових походи 3 судна потоплено (13 603 GRT)     | перетворений на транспортний підводний човен; після капітуляції Італії захоплений німцями в Сінгапурі й перейменований на UIT-23. 14 лютого був потоплений британським ПЧ «Теллі-Го» в Малаккській протоці                                                                                           |
| «Глауко»                  | 22 жовтня 1940    | 5 бойових походів жодного судна не потоплено        | 27 червня 1941 року знищений британським есмінцем «Вішарт» західніше Гібралтару |
| «П'єтро Кальві»           | 23 жовтня 1940    | 8 бойових походів 6 суден потоплено (34 193 GRT)    | 14 липня 1942 року потоплений під час атаки конвою SL 115 британським шлюпом «Лалворт» (колишній куттер американської Берегової охорони «Челан») |
| «Енріко Таццолі»          | 24 жовтня 1940    | 9 бойових походів 18 суден потоплено (96 650 GRT)   | перетворений на транспортний підводний човен; після 17 травня 1943 року зниклий безвісти у Біскайській затоці |
| «Арго»                    | 24 жовтня 1940    | 6 бойових походів 1 судно потоплено (5 066 GRT)     | у жовтні 1941 року повернувся до Середземного моря |
| «Леонардо да Вінчі»       | 31 жовтня 1940    | 11 бойових походів 17 суден потоплено (120 243 GRT) | 23 травня 1943 року потоплений західніше Віго британським есмінцем «Ектів» разом з фрегатом «Несс» |
| «Себастьяно Веньєр»       | 2 листопада 1940  | 6 бойових походів 3 судна потоплено (4 987 GRT)     | у серпні 1941 року повернувся до Середземного моря |
| «Джакомо Нані»            | 2 листопада 1940  | 3 бойових походи 2 судна потоплено (1 939 GRT)      | 7 січня 1941 року потоплений корветами «Анемон» та «Ла Мало» |
| «Команданте Каппеліні»    | 5 листопада 1940  | 12 бойових походи 5 суден потоплено (31 648 GRT)    | у вересні 1943 року захоплений Німеччиною після італійської капітуляції; введений в експлуатацію, як UIT-24. Після капітуляції Німеччини в травні 1945 року захоплений Імператорським флотом Японії і перейменований на I-503. У вересні 1945 року після капітуляції Японії затоплений у протоці Кії |
| «Франческо Морозіні»      | 28 листопада 1940 | 9 бойових походів 6 суден потоплено (40 933 GRT)    | у серпні 1942 року зниклий з невідомих обставин у Біскайській затоці |
| «Лоренцо Марчелло»        | 2 грудня 1940     | 3 бойових походи 1 судно потоплено (1 550 GRT)      | зник після 22 лютого 1941 року в Північній Атлантиці (ймовірно потоплений Short Sunderland) |
| «Мікеле Б'янкі»           | 18 грудня 1940    | 4 бойових походи 3 судна потоплено (22 266 GRT)     | 5 липня 1941 року потоплений британським підводним човном «Тігріс» |
| «Бенедетто Брін»          | 18 грудня 1940    | 5 бойових походів 2 судна потоплено (7 241 GRT)     | у серпні-вересні 1941 року повернувся до Середземного моря |
| «Велелла»                 | 25 грудня 1940    | 4 бойових походи жодного судна не потоплено         | у серпні 1941 року повернувся до Середземного моря |
| «Ладзаро Моченіго»        | 26 грудня 1940    | 4 бойових походи 1 судно потоплено (1 253 GRT)      | у серпні 1941 року повернувся до Середземного моря |

| Назва                   | Дата прибуття  | Досягнення                                      | Доля/Прим. |
| ----------------------- | -------------- | ----------------------------------------------- | --- |
| «Аркімеде»              | 7 травня 1941  | 3 бойових походи 2 судна потоплено (25 629 GRT) | 15 квітня 1943 року затоплений американським летючим човном PBY «Каталіна» біля бразильського берега |
| «Альберто Гульєльмотті» | 7 травня 1941  | немає                                           | у вересні-жовтні 1941 року повернувся до Середземного моря |
| «Галілео Ферраріс»      | 9 травня 1941  | 1 бойовий похід жодного судна не потоплено      | 25 жовтня 1941 року пошкоджений у 400 милях на захід від Гібралтарської протоки глибинними бомбами британського літаючого човна PBY «Каталіна» та добитий вогнем британського ескортного міноносця «Ламертон» |
| «Перла»                 | 19 травня 1941 | немає                                           | у вересні-жовтні 1941 року повернувся до Середземного моря |

| Назва              | Дата прибуття  | Досягнення                                    | Доля/Прим. |
| ------------------ | -------------- | --------------------------------------------- | --- |
| «Амміральйо Каньї» | 20 лютого 1943 | 1 бойовий похід 2 судна потоплено (5 840 GRT) | перетворений на транспортний підводний човен; у вересні 1943 року здався союзникам у Дурбані, Південна Африка |